# وورولین، کوئینزلند
وورولین (به انگلیسی: Wooroolin) یک شهرک در استرالیا است که در کوئینزلند واقع شده‌است.

## جستارهای وابسته

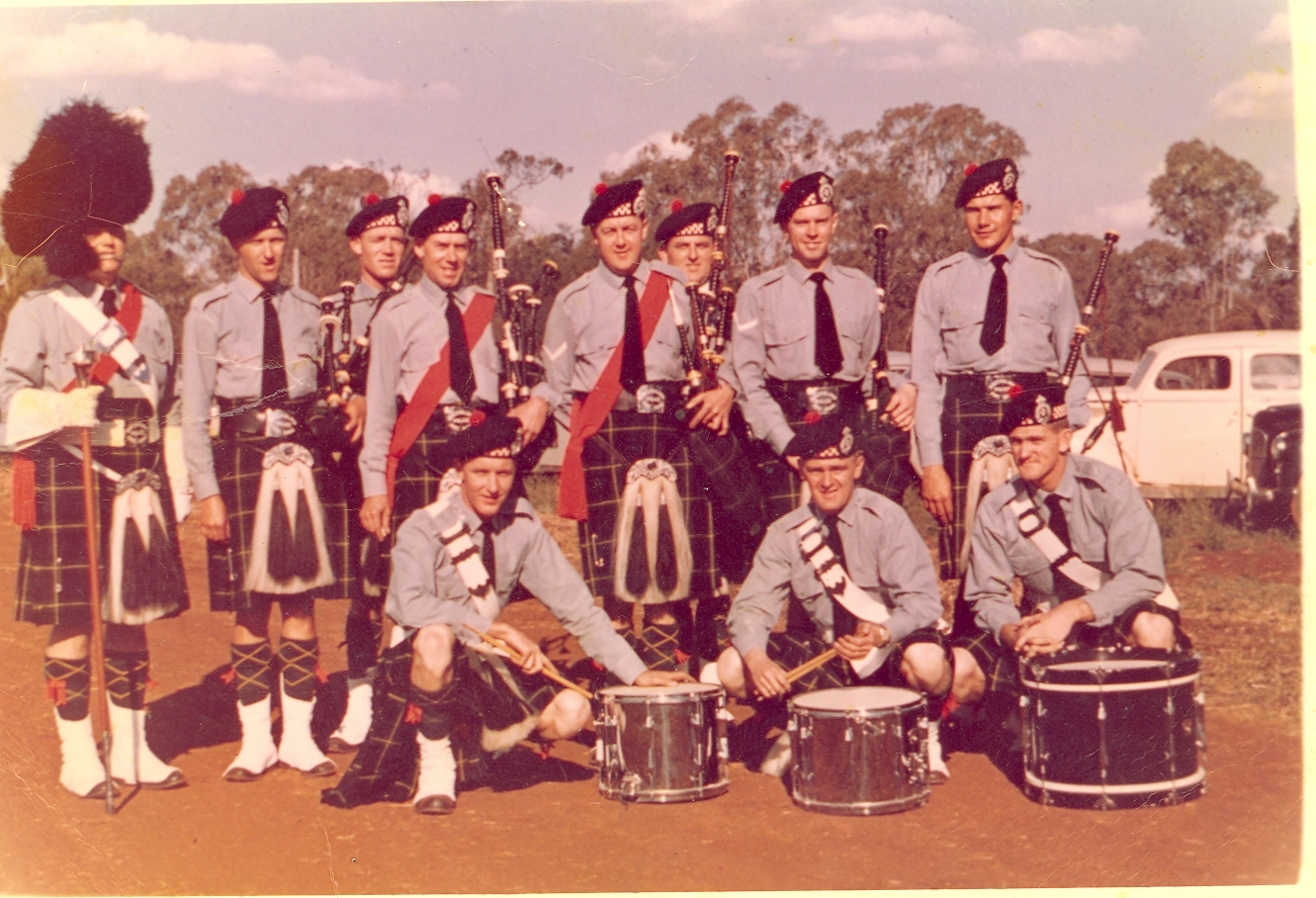
پلیس کوئینزلند در ۱۹۶۱ گردهمایی هایلند